# AR-15
En AR-15 riffel er en let halvautomatisk riffel baseret på ArmaLite AR-15-design. ArmaLite solgte patentet og varemærkerne til Colt's Manufacturing Company i 1959. Efter Colts patenter udløb i 1977 bevarede Colt varemærket og er den eksklusive ejer af betegnelsen "AR-15".